# ザ・ファミリー: 大国に潜む原理主義
『ザ・ファミリー: 大国に潜む原理主義』（ザファミリー たいこくにひそむげんりしゅぎ、原題: The Family）は、2019年8月9日にNetflixで初公開された、アメリカ合衆国のドキュメンタリーインターネットテレビミニシリーズ。このシリーズでは、ファミリーまたはフェローシップとして知られている保守的なキリスト教グループの歴史を調べ、アメリカの政治への影響を調査している。

## キャスト
- ジェームズ・クロムウェル

## エピソード
| 通算 話数 | タイトル               | 放送日       |
| --------- | ---------------------- | ------------ |
| 1         | "潜入開始"             | 2019年8月9日 |
| 2         | "選ばれし者"           | 2019年8月9日 |
| 3         | "新世界秩序"           | 2019年8月9日 |
| 4         | "独裁者、人殺し、盗人" | 2019年8月9日 |
| 5         | "オオカミ王"           | 2019年8月9日 |

## 反応
批評家は一般的にシリーズを賞賛している。